# Frýdava
Frýdava (německy Friedau) je z větší části zaniklá ves, dnes součást obce Přední Výtoň a název katastrálního území tamtéž. Katastrální území Frýdava je součástí Chráněné krajinné oblasti Šumava, evropsky významné lokality Šumava a ptačí oblasti Šumava.

## Historie

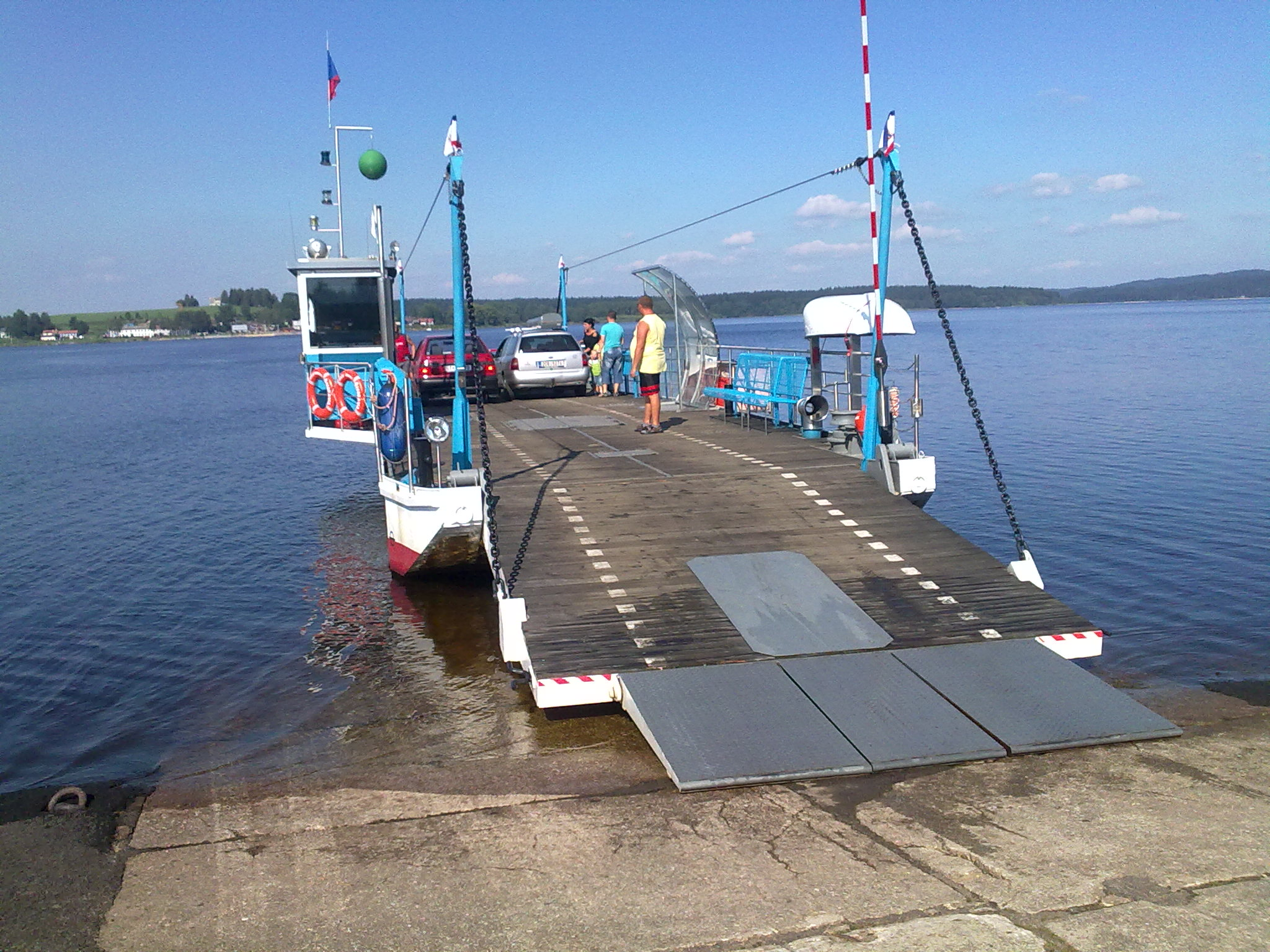
Přívoz do Frýdavy na odjezdu z Frymburku

Ves Frýdava byla založena v roce 1305,  kdy dne 29. května Jindřich z Rožmberka povolil faráři ve Frymburku založit na protilehlém (pravém) břehu Vltavy ves s tím, že „Frymburk, frymburská fara se vsí Frýdavou vždy mají zůstat u země České, diecéze pražské, pod panstvím Rožmberků“. Název vznikl tak, že byl vzat počátek slova Fridburch, což byl název dnešního Frymburku, a k tomu bylo připojeno au ve významu vlhká louka. V roce 1842 byl mezi Frymburkem a Frýdavou postaven nový dřevěný most; v roce 1932 začal být projektován nový, později postavený – betonový. Při sčítání lidu v prosinci 1930 bylo ve Frýdavě 35 domů a 271 obyvatel. V roce 1938 byla Frýdava (po podpisu Mnichovské dohody) přičleněna k nacistickému Německu. Dne 6. května 1945 osvobodila Frýdavu americká armáda a v blízkosti ukončily svojí činnost jednotky tří armád. Okolo silnice z Frýdavy na Svatý Tomáš byl zajatecký tábor, kde bylo asi pět tisíc zajatých německých vojáků; přímo ve Frýdavě maďarská sanitní jednotka (asi 400 vojáků); ve Frymburku jednotka ROI. Od 31. května 1946 do 9. září 1946 pak bylo z Frýdavy odsunuto asi 71 občanů německé národnosti. V souvislosti s výstavbou lipenské přehrady byla větší část Frýdavy zatopena a místo mostu do Frymburku zde byl zřízen přívoz. Frýdava pak byla přičleněna k asi 4 km vzdálené obci Přední Výtoň.